# Strelitsen

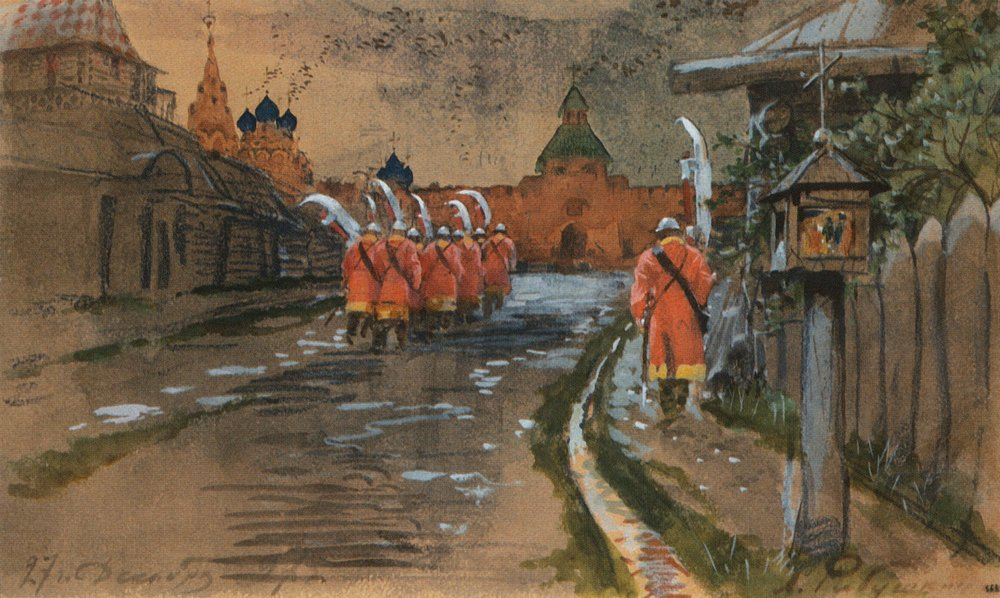
Patrouille van strelitsen bij de Iljinski-poorten van het oude Moskou. (Andrej Rjaboesjkin, 1897)

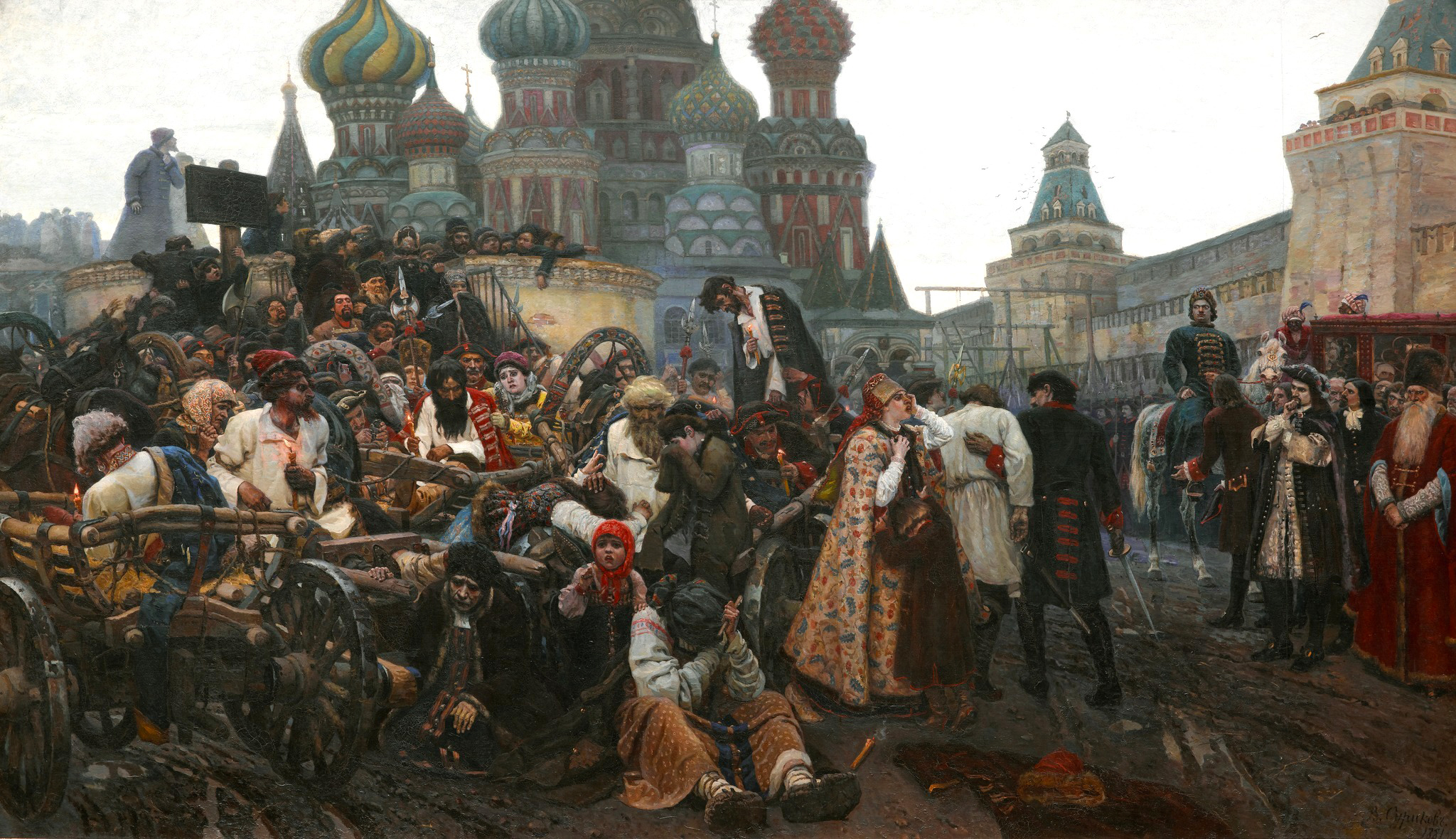
executie van Strelitsen na de mislukte Streltsy-opstand van 1698. (Vasili Soerikov)

Strelitsen of Streltsy (Russisch: стрельцы; ev. стрелец; strelets; "scherpschutter") waren eenheden Russische gardesoldaten van de 16e tot begin 18e eeuw die gewapend waren met vuurwapens (schutters). Ze stonden ook wel bekend als strelets-troepen (Стрелецкое Войско).
De eerste strelitsen-eenheden werden opgericht door Ivan de Verschrikkelijke tussen 1545 en 1550. De vroege strelitsen waren bewapend met haakbussen. Ze werden onder andere ingezet in de Lijflandse Oorlog en tegen kanaten in het zuiden. Het eerste gevecht waarbij strelitsen ingezet werden, was de verovering van Kazan in 1552.
In 1698 kwamen de strelitsen in opstand tegen de toenmalige tsaar Peter de Grote. Het mislukken van deze opstand zou hun einde betekenen.
Strelitsen-regimenten, ook wel polki genoemd, werden onderverdeeld in sotni (honderden) en desjatki (tientallen). Stremja (stijgbeugel) werd gebruikt om de cavalerie aan te duiden; infanterie werd peshiy (voetsoldaat) genoemd.